# Nuoto sincronizzato ai campionati mondiali di nuoto 2011 - Singolo (programma tecnico)
La specialità del singolo (programma tecnico) ai campionati mondiali di nuoto 2011 si è svolta presso lo Shanghai Oriental Sports Center di Shanghai, in Cina.
La fase preliminare si è svolta la mattina del 17 luglio 2011, mentre la finale si è svolta la sera dello stesso giorno.

## Medaglie
| Posizione | Atleta            | Paese  |
| --------- | ----------------- | ------ |
| Oro       | Natalia Ishchenko | Russia |
| Argento   | Huang Xuechen     | Cina   |
| Bronzo    | Andrea Fuentes    | Spagna |

## Risultati
in verde sono denotate le finaliste.
| Pos. | Atleta                     | Nazionalità    | Preliminare | Preliminare | Finale    | Finale |
| Pos. | Atleta                     | Nazionalità    | Punti       | Pos.        | Punti     | Pos.   |
| ---- | -------------------------- | -------------- | ----------- | ----------- | --------- | ------ |
|      | Natalia Ishchenko          | Russia         | 97.900      | 1           | 98.300    | 1      |
|      | Huang Xuechen              | Cina           | 95.500      | 2           | 96.500    | 2      |
|      | Andrea Fuentes             | Spagna         | 94.600      | 3           | 95.300    | 3      |
| 4    | Marie-Pier Boudreau Gagnon | Canada         | 93.600      | 4           | 94.500    | 4      |
| 5    | Yumi Adachi                | Giappone       | 91.900      | 5           | 92.600    | 5      |
| 6    | Lolita Ananasova           | Ucraina        | 89.600      | 6           | 90.700    | 6      |
| 7    | Despoina Solomou           | Grecia         | 89.200      | 7           | 89.400    | 7      |
| 8    | Jenna Randall              | Regno Unito    | 89.100      | 8           | 89.000    | 8      |
| 9    | Linda Cerruti              | Italia         | 88.400      | 9           | 88.300    | 9      |
| 10   | Anastasia Gloushkov        | Israele        | 87.700      | 10          | 87.500    | 10     |
| 11   | Mary Killman               | Stati Uniti    | 87.700      | 10          | 87.100    | 11     |
| 12   | Wang Ok-Gyong              | Corea del Nord | 87.300      | 12          | 86.600    | 12     |
| 16.5 | H09.5                      |                |             |             | 00:55.635 | O      |
| 13   | Anna Kulkina               | Kazakistan     | 83.400      | 13          |           |        |
| 14   | Park Hyun-Ha               | Corea del Sud  | 83.300      | 14          |           |        |
| 15   | Giovana Stephan            | Brasile        | 82.900      | 15          |           |        |
| 16   | Nadine Brandl              | Austria        | 82.500      | 16          |           |        |
| 17   | Eszter Czékus              | Ungheria       | 78.400      | 17          |           |        |
| 17   | Etel Sanchez               | Argentina      | 78.400      | 17          |           |        |
| 19   | Kalina Yordanova           | Bulgaria       | 77.000      | 19          |           |        |
| 20   | Anastasiya Ruzmetova       | Uzbekistan     | 76.100      | 20          |           |        |
| 21   | Kristina Krajcovicova      | Slovacchia     | 75.700      | 21          |           |        |
| 22   | Asly Alegria               | Colombia       | 75.600      | 22          |           |        |
| 23   | Greisy Gomez               | Venezuela      | 74.700      | 23          |           |        |
| 23   | Katrina Ann                | Malaysia       | 74.700      | 23          |           |        |
| 25   | Elena Tini                 | San Marino     | 74.500      | 25          |           |        |
| 26   | Jomana Mohamed Khaled      | Egitto         | 73.400      | 26          |           |        |
| 27   | Tuğçe Tanış                | Turchia        | 73.000      | 27          |           |        |
| 28   | Violeta Mitinian           | Costa Rica     | 69.300      | 28          |           |        |
| 29   | Kirstin Anderson           | Nuova Zelanda  | 68.800      | 29          |           |        |
| 30   | Nantaya Polsen             | Thailandia     | 67.900      | 30          |           |        |
| 31   | Barbara Luna               | Cuba           | 67.500      | 31          |           |        |
| 32   | Adela Amanda Nirmala       | Indonesia      | 66.000      | 32          |           |        |
| 33   | Laura Strugnell            | Sudafrica      | 61.800      | 33          |           |        |